# ناصر تکمیل همایون
ناصر تکمیل همایون (۲ آذر ۱۳۱۵ – ۲۵ آبان ۱۴۰۱) جامعه‌شناس و تاریخ‌نگار ایرانی و استاد پژوهشکده تاریخ پژوهشگاه علوم انسانی و مطالعات فرهنگی بود.

## تحصیلات
او بین سال‌های ۱۳۳۳ تا ۱۳۳۷ دوره کارشناسی فلسفه و علوم تربیتی و کارشناسی ارشد علوم اجتماعی را در دانشگاه تهران گذراند و دوره دکترای تاریخ و دکترای جامعه‌شناسی را به ترتیب در سال‌های ۱۳۵۱ و ۱۳۵۶ در دانشگاه پاریس به پایان برد.
تکمیل‌همایون نخستین کتاب خود را با عنوان میهن‌دوستی در ایران در سال ۱۳۵۹ منتشر کرد. شاهین آریامنش در نقد و بررسی کتاب میهن‌دوستی در ایران چنین نوشته است که چاپ کتاب میهن‌دوستی در ایران در آن سال‌ها که حزب توده از بی‌میهنی دم می‌زد و دیگرانی نیز به دلیل این‌که حکومت پهلوی از تاریخ ایران برای خود کلاهی نمدین بافته بود از میهن و ملی‌گرایی گریزان بودند، بسیار مهم جلوه می‌کند. دکتر تکمیل‌همایون به روشنی جایگاه و مفهوم میهن را در نزد ایرانیان از کهن‌روزگاران تا روزگار معاصر بررسیده است و نشان داده است که ایرانیان چگونه به ایران و میهن و سرزمینشان می‌نگریسته‌اند و نیز در چه برهه‌ای شماری چند از بی‌وطنی و دل کندن از میهن دم می‌زدند.

## فعالیت‌های سیاسی
تکمیل همایون از اعضای سازمان جوانان جبهه ملی ایران در سال ۱۳۳۹ بود. او همچنین از اعضای حزب ملت ایران و دوستان و همراهان داریوش فروهر محسوب می‌شد و تا پیش از دستگیر شدن در سال ۱۳۶۰ در این حزب فعالیت داشت.
تکمیل همایون در انتخابات اولین دوره مجلس شورای اسلامی از قزوین به عنوان نامزد حزب ملت ایران شرکت کرد ولی موفق به ورود به مجلس نشد.

## دستگیری و زندان
ابوالحسن بنی‌صدر پس از عزل از ریاست جمهوری مدتی را در خانه او به‌سر برد (بنا بر ادعای ابوالحسن بنی‌صدر در گفتگوی با حسین دهباشی در برنامه خشت خام، وی در خانه لقایی از دوستان فروهر پنهان شده‌است) که باعث دستگیری و زندانی شدن تکمیل همایون شد. البته خود تکمیل همایون مسئله استقرار بنی‌صدر در خانه‌اش را تکذیب می‌کند. اگرچه اذعان می‌کند که به اختفای وی کمک کرده‌است. پس از خروج ابوالحسن بنی‌صدر از ایران، تکمیل همایون به اتهام اختفای او در خانه‌اش توسط دادگاه انقلاب ابتدا به اعدام محکوم شد. اما رئیس وقت دادگاه انقلاب محمد محمدی گیلانی با توجه به توصیه‌های صورت گرفته، با تخفیف در حکم او را به حبس ابد محکوم کرد که این حبس پس از طی دو سال زندان در پی عفو رهبری به ۱۰ سال زندان تبدیل شده و دو سال بعد شورای عالی قضایی باقی مانده حکم زندان او را تعلیق کرد و در سال ۱۳۶۴ تکمیل همایون از زندان آزاد شد.

## جشن‌نامه
جشن‌نامهٔ دوجلدی همایون‌نامه، مجموعه‌ای از یادداشت‌ها و مقالات است که جمعی از شاگردان، دوستان و همکاران ناصر تکمیل همایون به مناسبت مراسم نکوداشت وی نگاشته بودند. این مجموعه در ۱۵۰۰ صفحه و به قلم بیش از یکصد و پنجاه نفر به کوشش بهرنگ ذوالفقاری گرد آمده‌است.